# 青要山
青要山位于河南省洛阳市新安县西北，东距洛阳66公里。

## 山名由来
青要山因青色的山腰而得名（“要”为通假字）。相传这里是轩辕黄帝的“密都”，黄帝曾巡游歇脚此地。

## 自然资源
青要山自然保护区内风景秀丽，山峰层峦叠嶂，植被丰富，均为天然次生林覆盖。有乔木、灌木、藤木、草木、菌类等自然植物，也有水獭、豹、麝、鹰、鹫、杜鹃、画眉、百灵等飞禽走兽。除此之外，这里因出产国家二级重点保护动物大鲵而被国家定为娃娃鱼保护区。

## 文明遗迹
青要山上分布了数十处龙山文化及仰韶文化遗址，人类祖先的生活遗迹随处可见。